# Eris perpolita
Eris perpolita là một loài nhện trong họ Salticidae.
Loài này thuộc chi Eris. Eris perpolita được Arthur Merton Chickering miêu tả năm 1946.